# Angelica archangelica
La angélica (Angelica archangelica L., sin. Archangelica officinalis Hoffm., Archangelica officinalis var. himalaica C.B.Clarke), es una planta denominada así por ser creencia popular que es un regalo del arcángel Gabriel debido a sus propiedades medicinales. Se denomina también como "hierba del Espíritu Santo".

## Características
La angélica es una hierba bienal de hojas grandes que puede llega a medir dos metros de altura. Posee una raíz gruesa que al ser cortada libera un zumo de color amarillo y de textura lechosa (posee un olor aromático característico). Posee flores blancas muy ramificadas (florece a partir del mes de abril en Europa).
Se cultiva por sembrado a finales de agosto (zona mediterránea), no suele florecer el primer año de cultivo sino al segundo, alrededor del mes de abril. Se recolecta la raíz de la planta (Angelicae radix) cuando está en pleno desarrollo (antes de florecer) y se corta longitudinalmente en varios trozos para dejarla secar al aire. Los frutos de la planta se recogen cuando están bien maduros.
Angelica archangelica crece salvaje en la mayor parte de los países del norte, Finlandia, Suecia, Noruega e Islandia. Se cultiva en Francia, principalmente en Marais Poitevin en la comarca de Niort, del departamento de Deux-Sèvres.

## Historia
El uso medicinal de la hierba del Espíritu Santo es viejo, como lo demuestra su presencia en la Capitulare de villis vel curtis imperii, una orden emitida por Carlomagno que reclama a sus campos para que cultiven una serie de hierbas y condimentos incluyendo "olisatum" identificada actualmente como Angelica archangelica.

### Variedades
La planta suele ser confundida con dos especies muy similares: *Angelica sylvestris L. Esta variedad es la más común en España y el sur de Europa y no posee las propiedades medicinales de Angelica archangelica L., y con *Angelica palustris Hoffm.

## Usos
|  | Tanto la raíz como las hojas se emplean como uno de los componentes en la elaboración de algunos licores de fórmulas complejas, en las que la Angélica es componente junto con otras hierbas, como son el gin, la absenta, chartreuse, Bénédictine y brennivín. Se emplea como condimento, por ejemplo, en la elaboración de la mezcla denominada "finas hierbas". En los países nórdicos (norte de Europa) es altamente popular (por ejemplo, puede verse en la cocina de Groenlandia o en la de Laponia, así como en la cocina de Noruega). Se suelen poner las hojas de la planta mezcladas con verduras en diferentes recetas. En las cocinas del resto de Europa se suele emplear en ensaladas y potajes. |

### Cosméticos
Las semillas y su raíz se destilan para su empleo en perfumería. Aporta matices herbales, terrosos y amaderados a las fragancias. Ejemplos de perfumes que usan la angélica en su composición son: Angélique Noire de Guerlain, Luna Rossa Black de Prada, French Lover de Frederic Malle y Tuberose Angelica de Jo Malone.

## Taxonomía
Angelica archangelica fue descrita por Carlos Linneo y publicado en Species Plantarum 1: 250–251. 1753.
Etimología
Ver: Angelica
archangelica: epíteto
Sinonimia

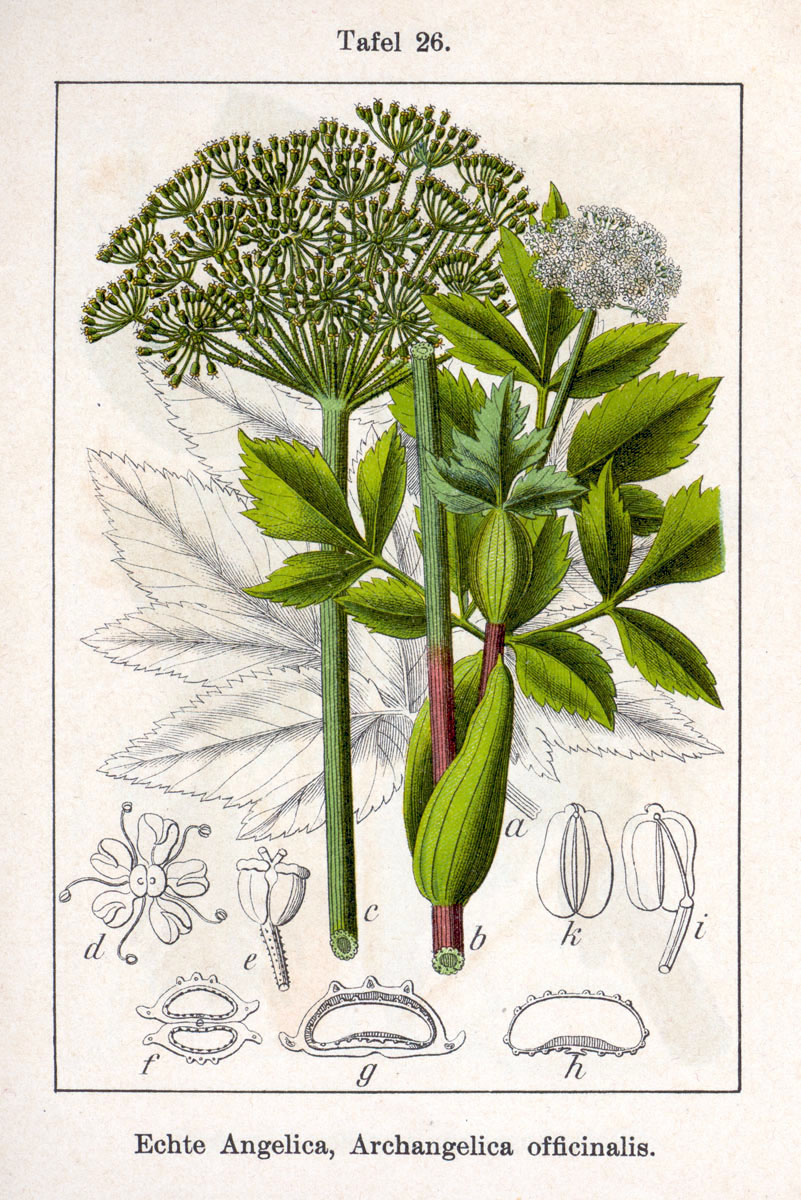
Ilustración

NOTA: Los nombres que presentan enlaces son sinónimos en otras especies: 
- Angelica commutata (C.A.Mey. ex Rupr.) M.Hiroe
- Angelica discocarpa (Fr.) M.Hiroe
- Angelica intermedia Schult. ex Steud.
- Angelica officinalis
- Angelica procera Salisb.
- Angelica sativa Mill.
- Archangelica archangelica (L.) H.Karst.
- Archangelica commutata C.A.Mey. ex Rupr.
- Archangelica discocarpa Fr.
- Archangelica littoralis C.Agardh ex DC.
- Archangelica officinalis Hoffm.
- Archangelica officinalis subsp. litoralis (DC.) Dostál
- Archangelica sativa (Mill.) Besser
- Archangelica slavica G.Reuss
- Archangelica spuria Wahlenb.
- Ligusticum angelica Stokes
- Selinum archangelica Link
- Selinum archangelica Vest[5]